# Sophien Bitigri
Pas d'image ? Cliquez ici

a Compétitions nationales et continentales officielles uniquement.

Sophien Bitigri, né le 3 mars 1997, est un joueur de rugby à XIII français évoluant au poste d'arrière. Il fait ses débuts dans le Championnat de France à Saint-Estève XIII Catalan avant de rejoindre Baho en seconde division puis d'intégrer Carcassonne en 2020.

## Palmarès
- Collectif :
  - Vainqueur du Championnat de France : 2022 (Carcassonne).
  - Finaliste du Championnat de France : 2019[1] (Saint-Estève XIII Catalan) et 2021 (Carcassonne).